# المهلبيون

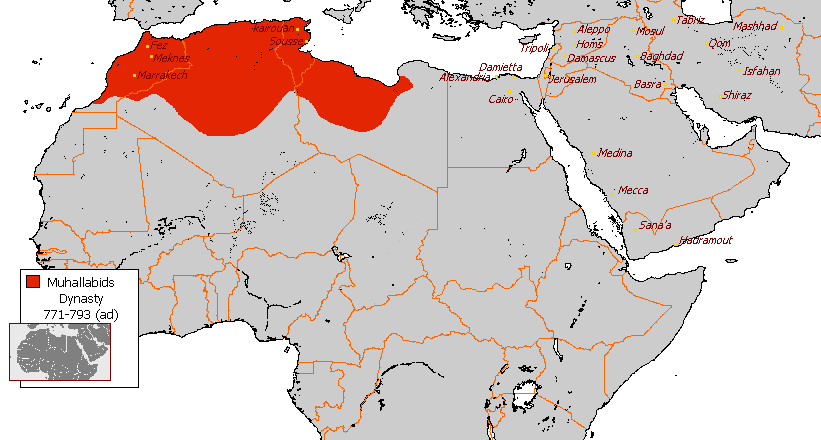

المهلبيون أسرة عربية برزت في الخلافة الأموية، ووصلت أعظم أهدافها وتوجهاتها خلال أوائل فترة حكم الدولة العباسية عندما حكم أفراد الأسرة البصرة وإفريقية.
أسس السلالة المهلب بن أبي صفرة (632 - 702) وابنه يزيد بن المهلب (672-720) حاكم خراسان والعراق الذي قاد تمردا فاشلا ضد الأمويين في البصرة في عام 720. على الرغم من الهزيمة والموت فقد ظل تأثير الأسرة في قاعدة سلطتهم في البصرة وفي زمن الثورة العباسية انتفضوا لدعمهم. على الرغم من تأييد بعض المهلبيين للثورة العلوية الفاشلة من قبل محمد النفس الزكية فإن مكافأة النظام العباسي الجديد لهم هو إعلانهم عن حكمهم للبصرة والأهواز ولكن أبرز منطقة هي إفريقية حيث حكمت الأسرة من دون انقطاع من 768 إلى 795. تمتعت إفريقية تحت حكمهم بفترة من الازدهار الزراعي من خلال التوسع في نظم الري. تمتع المهلبيون في إفريقية بقدر كبير من الحكم الذاتي وكانوا قادرين على الحفاظ على الحكم العربي في مواجهة اعتراضات البربر. مع ذلك، لم يتمكنوا من منع تشكل مملكتي الأدارسة في المغرب والرستميين في وسط الجزائر.
عزلت الأسرة من السلطة أثناء وبعد الفتنة الرابعة عندما بدأت العائلات العربية التقليدية في مواجهة القادة العسكريين الترك والفرس التابعين للخليفة عبد الله المأمون. استطاع فرد من الأسرة أن يستلم منصبا رفيعا وهو أبو محمد الحسن المهلبي عندما عين وزيرا في القرن العاشر لحاكم الدولة البويهية معز الدولة البويهي.